# Emilio Rocha Grande
Emilio Rocha Grande OFM (Madrid, 8 de mayo de 1958) es un eclesiástico católico español, afincado en Marruecos. Es el actual arzobispo electo de Tánger, desde febrero de 2023.

## Biografía
Emilio nació el 8 de mayo de 1958, en la ciudad española de Madrid.
Obtuvo el título de profesor de EGB (1980-1983). Realizó los estudios eclesiásticos en la Pontificia Universidad Antonianum (1985-1990), obteniendo un diplomado en Teología de la Vida Religiosa y otro en Formación Vocacional, y la licenciatura en Estudios Eclesiásticos.
Es políglota, pues habla el español e italiano, y entiende el francés.

### Vida religiosa
En 1975, ingresó en la provincia San Gregorio Magno de Filipinas, de la Orden de Frailes Menores. Realizó su primera profesión de votos religiosos, el 17 de septiembre de 1978 en Arenas de San Pedro (Ávila) y la profesión solemne el 18 de septiembre de 1982 en Ávila.
Su ordenación sacerdotal fue el 16 de febrero de 1991, en el Monasterio de San Juan de los Reyes.
En la Orden ha sido profesor, maestro de postulantes y más tarde de profesos temporales (2000-2003 y 2011-2015). También fue guardián (1997-2000 y 2006-2011); definidor provincial (2000-2010; 2013-2015 y 2017-2020), vicario provincial (2010-2013).
Se desempeñó como visitador general de la Provincia de Cartagena en 2011 y de Santiago de Compostela, en 2018.
Estuvo destinado en el convento de El Palancar, siendo también párroco de Santa Marina, en el municipio de Pedroso de Acim.
Impartió numerosas tandas de ejercicios espirituales y cursillos de espiritualidad.
El 25 de febrero de 2022, fue nombrado administrador apostólico sede vacante et ad nutum Sanctae Sedis de Tánger.

### Episcopado
El 7 de febrero de 2023, el papa Francisco lo nombró arzobispo de Tánger. Fue consagrado el 25 de marzo del mismo año, en la Catedral de Tánger, a manos del cardenal Cristóbal López Romero.